# Nutsche

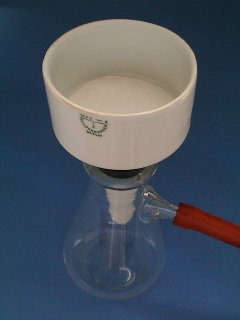
Büchnertrichter mit eingelegtem runden Filterpapier auf einer Saugflasche mit angeschlossenem Vakuumschlauch

Eine Nutsche (auch Schlitzsiebnutsche oder Büchnertrichter, benannt nach seinem Erfinder Ernst Büchner) ist ein Filter zur mechanischen Trennung einer Suspension. Er wird im  chemischen Labor zusammen mit einer Saugflasche zur Saug- oder Vakuumfiltration von Feststoffen verwendet. Dazu wird – ähnlich wie beim Kaffeefilter – ein Filterpapier eingelegt, das nach der Filtration mit dem Feststoff entnommen werden kann.
Im modernen Laboratorium werden Nutschen zunehmend von (Glasfilter-)Fritten verdrängt, bei denen nicht durch eine Einlage aus Filterpapier gefiltert wird, sondern durch einen Boden aus gesintertem Glas. Mit Fritten können sehr kleine Teilchen aus einer Suspension filtriert werden, sie werden auch in der Kleinproduktion verwendet.

## Standard-Ausführung
Die Nutsche hat im Gegensatz zu einem Trichter eine zylindrische Form und einen flachen Boden mit kleinen Öffnungen (eingearbeitete Siebplatte), die von einem Filterpapier abgedeckt werden. Die Suspension wird in die Nutsche auf das (angefeuchtete) Filterpapier gegeben und hinterlässt den Feststoff als Filterkuchen auf dem Filterpapier; die Flüssigkeit, die man Filtrat nennt, wird  in die Saugflasche unter der Nutsche gesaugt. Der dazu nötige Unterdruck wird meistens mithilfe einer Membran- oder einer Wasserstrahlpumpe erzeugt, die über einen Vakuumschlauch an die Saugflasche angeschlossen ist.

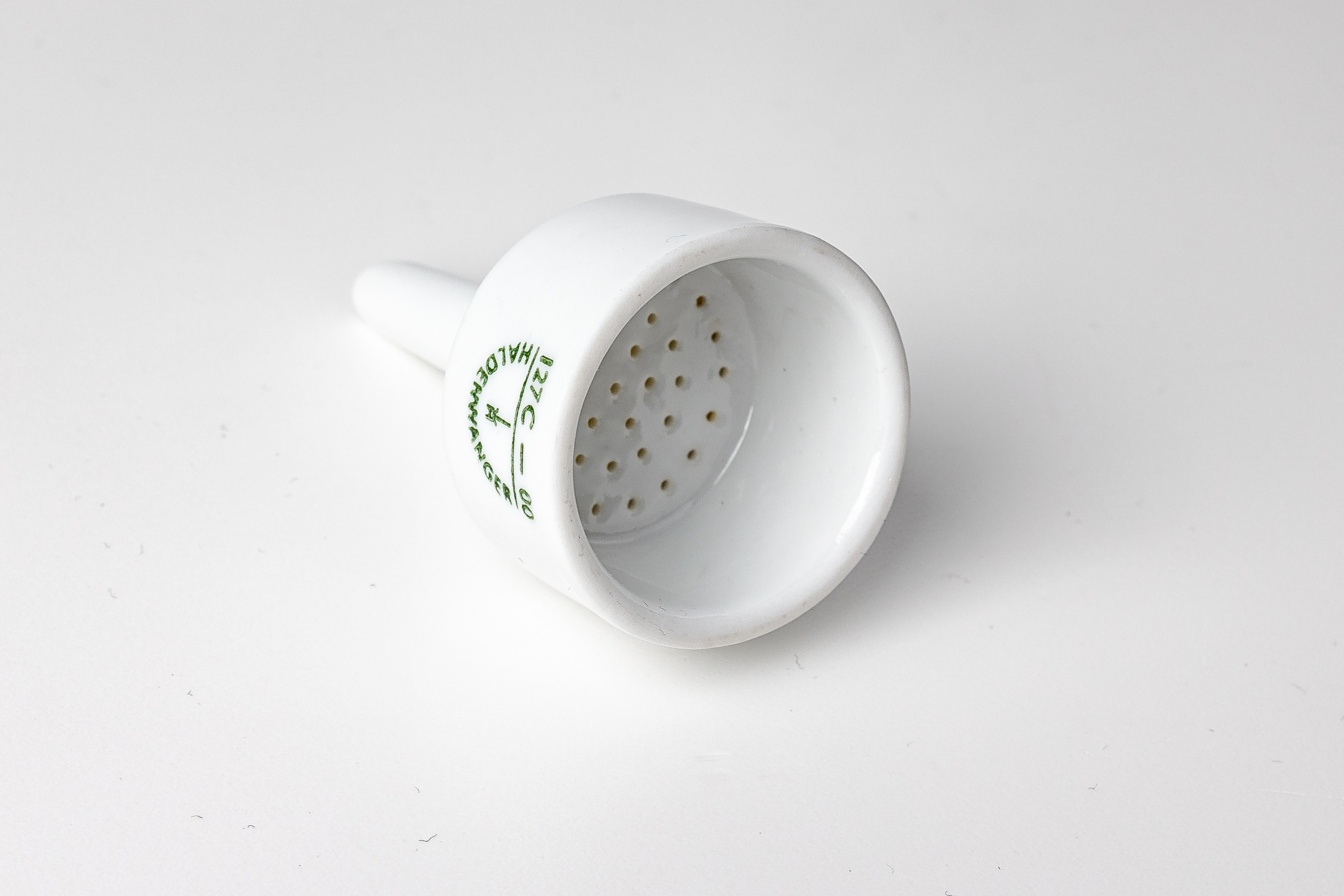
Büchnertrichter ohne eingelegtes Filterpapier
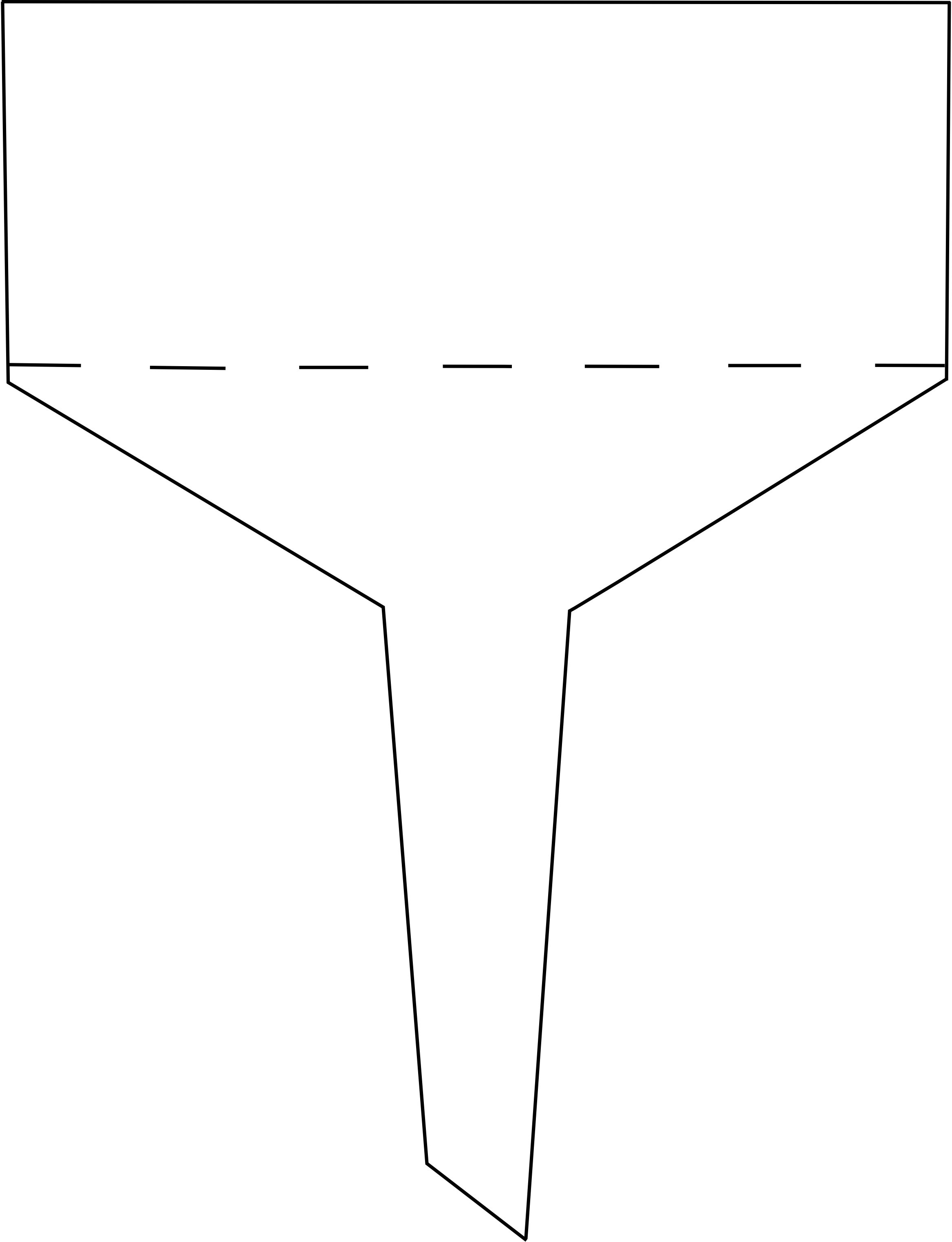
Nutsche (Querschnitt)
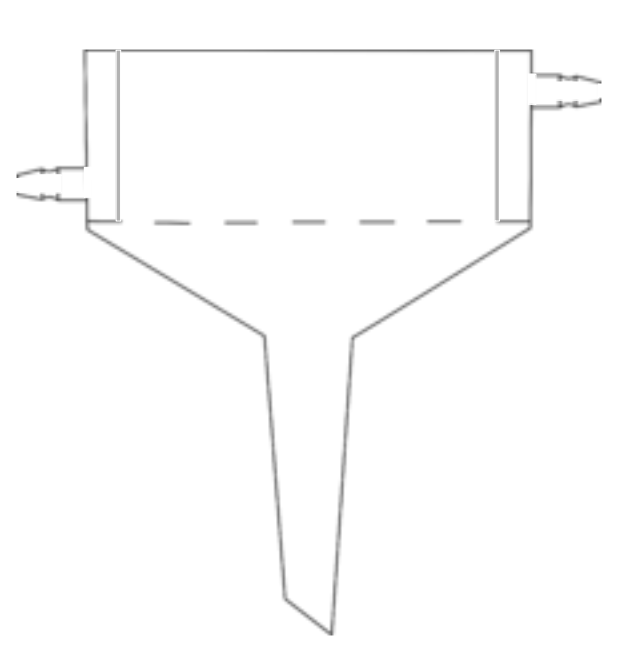
Dampfbeheizbare Nutsche (Querschnitt)

## Spezielle Ausführungen

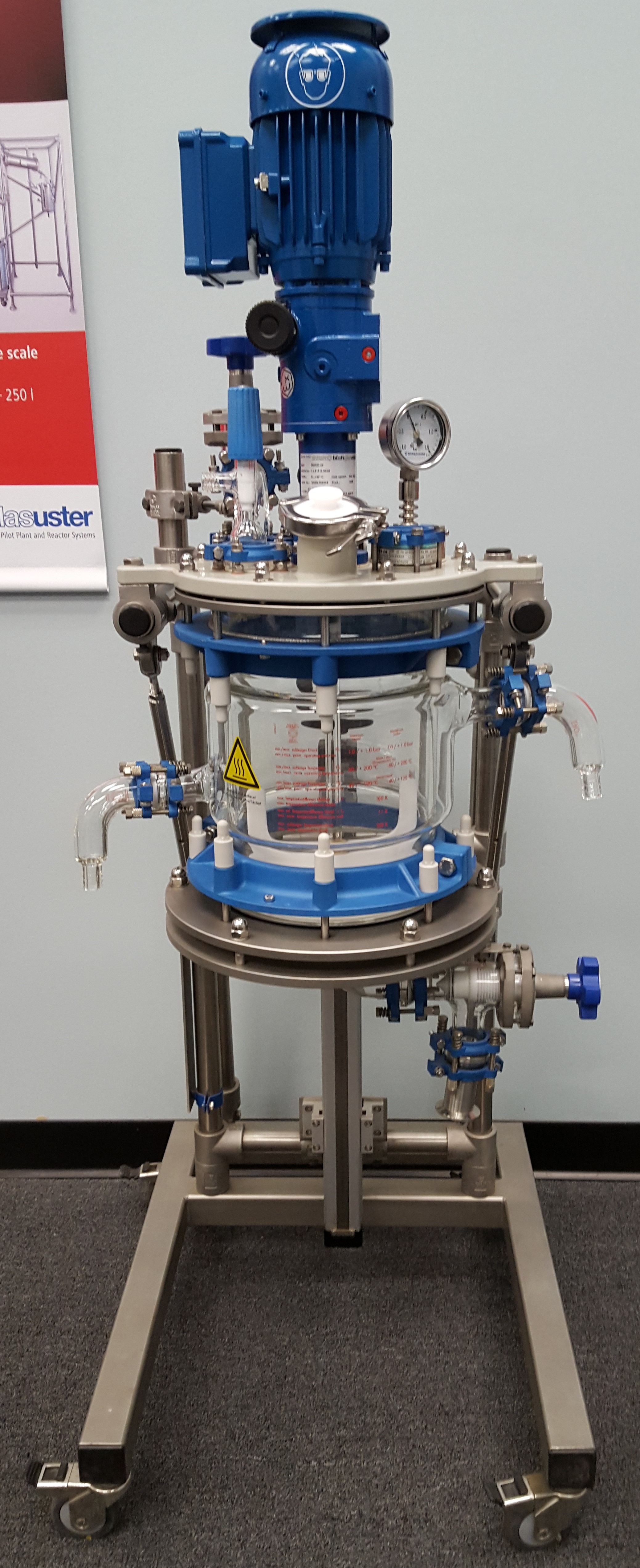
Nutsche mit Rührwerk

Eine weitere Nutschtechnik ist das Drucknutschen, bei dem – statt von unten zu saugen – von oben mit Gaszufuhr ein Überdruck erzeugt wird.
Bestimmte Bauformen von Nutschen können auch beheizt werden, damit der gelöste Stoff nicht ausfällt. Diese Methode wird meist bei Klarfiltrationen von Lösungen angewendet. Ebenso können Nutschen auch tiefgekühlt werden (bis zu −78 °C mit Trockeneis), um eine Zersetzung des Analyten zu vermeiden.
In Großproduktionen werden auch Nutschen mit einem Rührwerk eingesetzt. Sie werden hauptsächlich dann eingesetzt, wenn das Produkt gewaschen werden muss. Durch das Rühren kann eine intensivere Berührung zwischen Produkteteilchen und Waschflüssigkeit erreicht werden, was das Waschen um einiges wirtschaftlicher macht.